# Karcer (zespół muzyczny)
Karcer – polski zespół punkrockowy.

## Historia
Powstał jesienią 1982 w Słupsku z inicjatywy wokalisty/gitarzysty Krzysztofa „Fermenta” Żeromskiego, perkusisty Piotra Dudzińskiego oraz basisty Jarosława Jodłowskiego. W styczniu 1983 muzycy zadebiutowali w eliminacjach do VII Ogólnopolskiego Młodzieżowego Przeglądu Piosenki (na który nie pojechali, ponieważ lokalny Urząd Kontroli Publikacji i Widowisk zablokował teksty, a członkowie zespołu nie zgodzili się na dokonanie w nich zmian). W tym okresie grupa grała lokalne koncerty m.in. z WC. W kwietniu 1984 na miejsce Dudzińskiego i Jodłowskiego przyszli: basista Adam Lao, perkusista Wojciech Soboń (ex–Zero) oraz wokalistka Małgorzata Belgrau, a muzyka zespołu zaczęła ewoluować z punkrocka w kierunku nowej fali.
Jesienią tego samego roku po odejściu Belgrau i Lao dołączyli: wokalista Dariusz „Czarny” Lewandowski oraz basista Dariusz „Koń” Elwert. Zespół zrezygnował z nowofalowych eksperymentów wracając do korzeni. W tym składzie zagrali na festiwalu w Jarocinie. Fragment występu muzyków (z gościnnym udziałem Pawła „Gumy” Gumoli) – performance o nazwie „Piknik Waltera” (nazwa zaczerpnięta od imienia Chełstowskiego – organizatora festiwalu), który zaszokował publiczność i innych uczestników festiwalu – ukazał się kompletnie nago, w filmie Fala – Jarocin ’85 reżyserii Piotra Łazarkiewicza . Po występie w Jarocinie Karcer zagrał na zaproszenie w wielu miastach Polski (Szczecin, Łódź, Poznań czy Toruń), a także na warszawskim festiwalu „Róbrege”. W 1986 muzycy zagrali ponownie w Jarocinie, gdzie znaleźli się w „Złotej Dziesiątce”. W tym czasie Klub Płytowy Razem obiecał im nagrania i wydanie płyty, ale nie wywiązał się z tego. W 1987 doszło do zmian w składzie grupy – odeszli: Lewandowski (wyjechał w tym czasie ze Słupska na studia), Elwert oraz Soboń (od 2007 występują w reaktywowanej po 25 latach słupskiej formacji Zero). Obowiązki „Czarnego” przejął Żeromski, na miejsce Elwerta powrócił Lao, a Sobonia zastąpił Paweł Wirkus. W tym czasie nakładem wydawnictwa „Fermentsound” (stworzonego przez muzyków) ukazały się dwie kasety z nagraniami zespołu – obie zatytułowane Karcer.
W 1990 skład Karcera prezentował się następująco: Żeromski, Lao, Przemysław Brosz (gitara) oraz Tomasz Fangart (perkusja). Grupa wzięła udział w kolejnej edycji festiwalu „Róbrege” oraz pojawiła się kolejna taśma Turning to Dust z utworami wykonanymi w języku angielskim. W 1991 Fermentsound wydało kolejną kasetę Blindman, a muzycy przystąpili do nagrań pierwszego oficjalnego albumu w gdyńskim studiu pod okiem producenta Adama Toczko. Płyta zatytułowana po prostu Karcer ukazała się jeszcze w tym samym roku w barwach wytwórni Arston. W tym okresie muzycy wystąpili m.in. w Szwajcarii i w Berlinie (wspólnie z Apteką), by wkrótce zawiesić działalność. W 1992 ukazała się składanka The Best z utworami pochodzącymi z różnego okresu. 
W 1994 były wokalista zespołu „Czarny” wraz z trzema muzykami (niezwiązanymi wcześniej z zespołem) wystąpił podczas festiwalu w Jarocinie pod nazwą Karcer 69.
W 1997 wytwórnia Rock’n’Roller wydała drugi album grupy Wschód jest pełen słońca z zarejestrowanymi na nowo utworami znanymi z dawniejszych wydawnictw zespołu (szczególnie „Fermentsound”). W nagraniach płyty oprócz Żeromskiego i Lao wziął udział perkusista Henryk Kubała, którego w 2000 zastąpił Daniel „Czasza” Łukasik. Dwa lata później ukazał się trzecia studyjna płyta Karcera Nic nikomu o niczym. W 2007 na 25-lecie zespołu ukazał się album Anarchiva z nowymi wersjami utworów pochodzących z początkowego okresu działalności zespołu. W 2019 Karcer występował w składzie: Żeromski, Łukasik, Kędzierski.
Utwory grupy znalazły się na płycie zespołu Big Cyc Zadzwońcie po milicję!.

## Muzycy

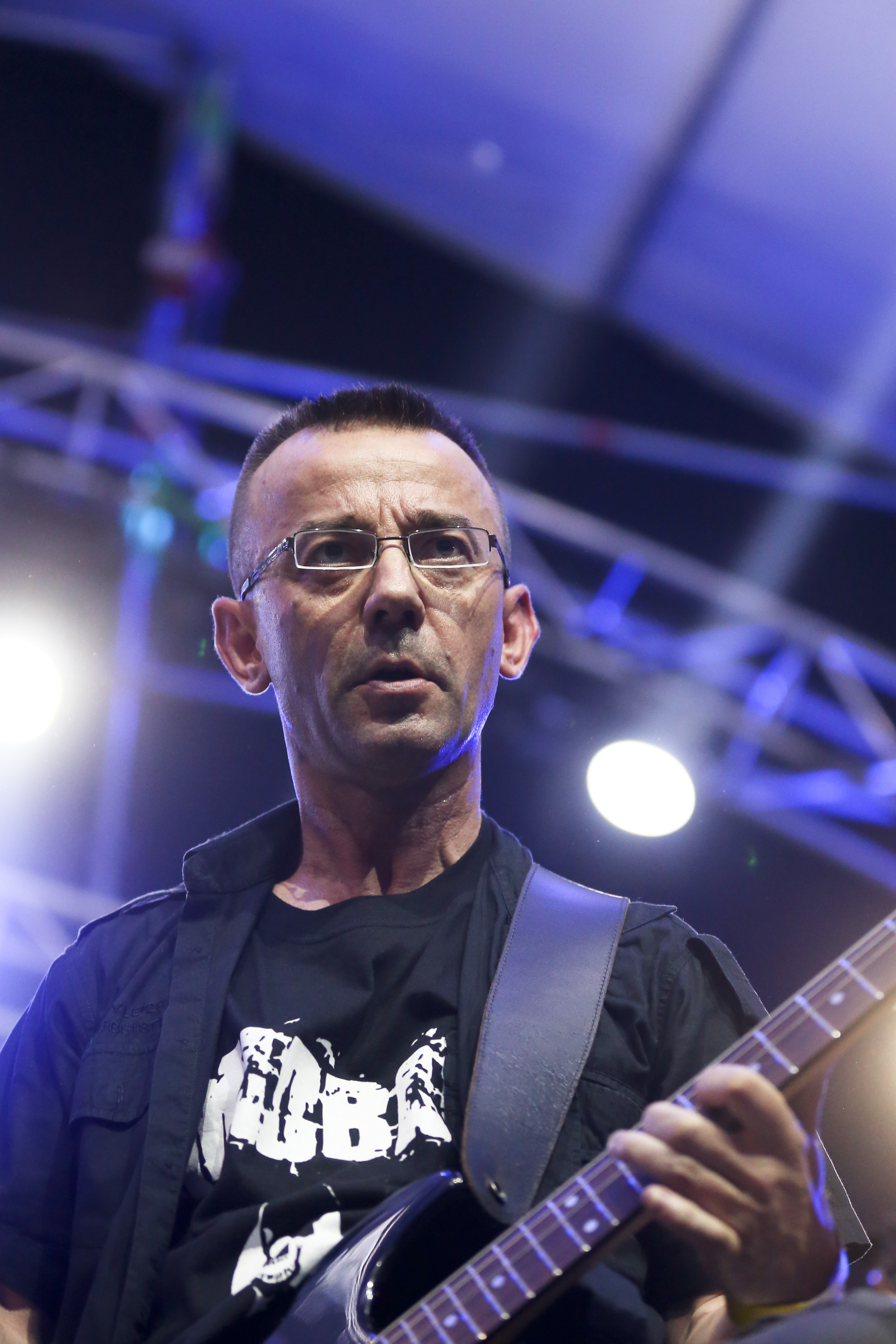
Krzysztof „Ferment” Żeromski

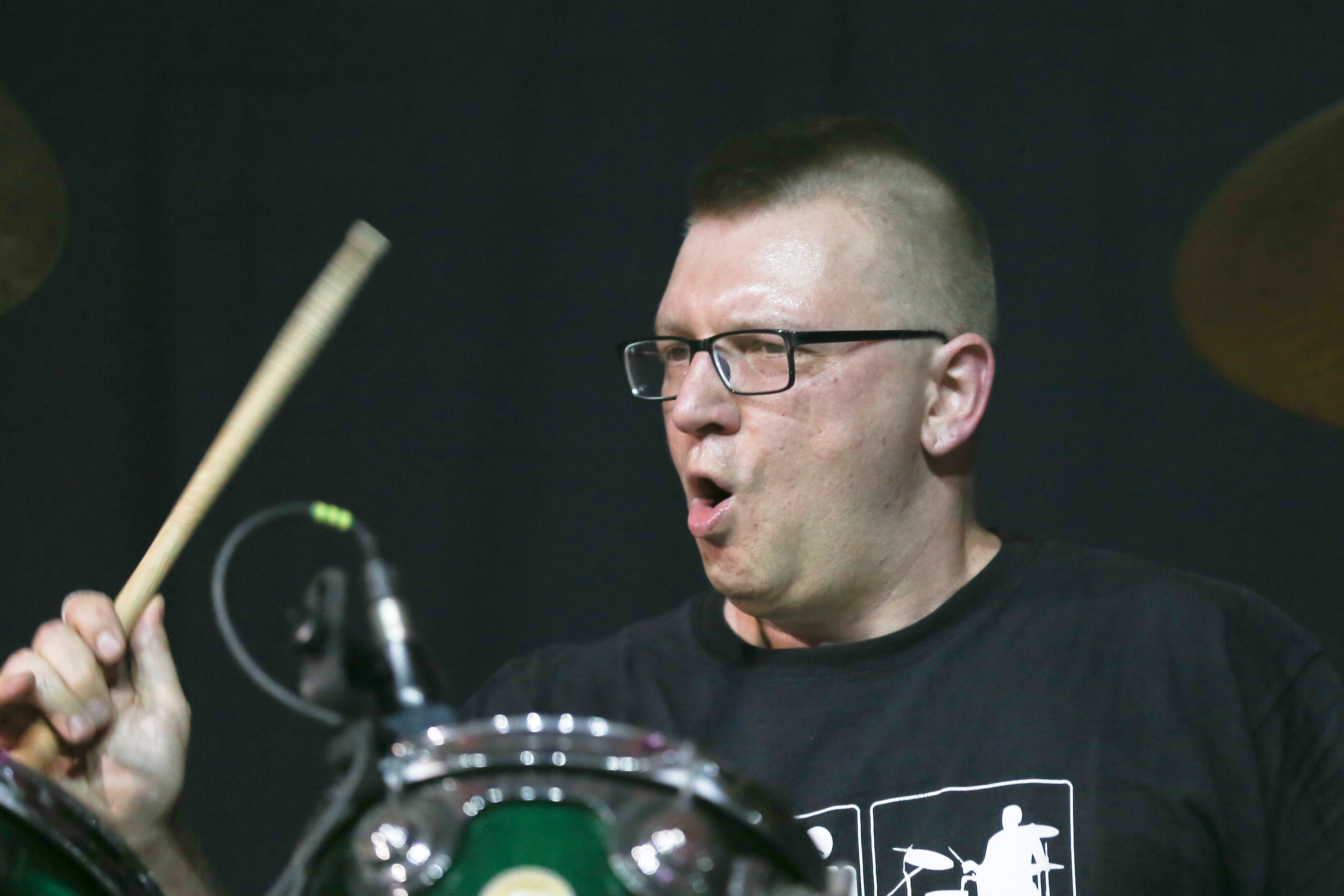
Daniel „Czasza” Łukasik

### Aktualny skład
- Krzysztof „Ferment” Żeromski – wokal, gitara
- Daniel „Czasza” Łukasik – perkusja
- Maksym Kędzierski – gitara basowa[1]

### Byli muzycy
- Dariusz „Czarny” Lewandowski – wokal
- Dariusz „Koń” Elwert – gitara basowa, wokal
- Wojciech Soboń – perkusja
- Piotr Dudziński – perkusja
- Jarosław Jodłowski – gitara basowa
- Małgorzata Belgrau – wokal
- Paweł „Kurczak” Wirkus – perkusja
- Tomasz Fangrat – perkusja
- Przemysław Brosz – gitara, wokal
- Henryk Kubała – perkusja
- Robert „Robson” Jankowski – gitara
- Robert Kowalczyk – gitara
- Adam Lao – bas

## Dyskografia

### Albumy studyjne
- Karcer (1991)
- Wschód jest pełen słońca (1997)
- Nic nikomu o niczym (2002)
- Anarchiva (2007)
- Wariaci i geniusze (2011)
- Herezje (2014)
- Babel (2017)
- Czoło W Czoło (2023)[5]

### Albumy kompilacyjne
- The Best (1992)

### Albumy wydane przez zespół
- Karcer (1987)
- Karcer (1988)
- Turning to Dust (1990)
- Prayers and Pagans (1990)
- Blindman (1991)

### Składanki
- Prowadź mnie ulico:
  - Prowadź mnie ulico vol. 1 (2004), utwór nr 4 pt. „Życie Za Hymn”, utwór nr 7 pt. „Moje Miasto”[6][7][8]
  - Prowadź mnie ulico vol. 5 (2008), utwór nr 5 pt. „Ojczyzna”, utwór nr 17 pt. „Lodówka”[9][10][11]
  - Prowadź mnie ulico vol. 6 (2014), utwór nr 1 pt. „Jesteśmy Skałą”, utwór nr 25 pt. „Wydrenowana Ziemia”[12][13][14]
  - Prowadź mnie ulico vol. 7 & 8 (2021), płyta CD1, utwór nr 3 pt. „Świnie”, utwór nr 12 pt. „Niewoda”[15][16].